# 23. Panzer-Division (Wehrmacht)
Die 23. Panzer-Division war ein Großverband des Heeres der deutschen Wehrmacht im Zweiten Weltkrieg.

## Geschichte
Einsatzgebiete:
- Frankreich: September 1941 bis April 1942
- Ostfront, Südabschnitt: April 1942 bis August 1944
- Polen: August bis Oktober 1944
- Ungarn: Oktober 1944 bis April 1945
- Slowenien und Österreich: April/Mai 1945

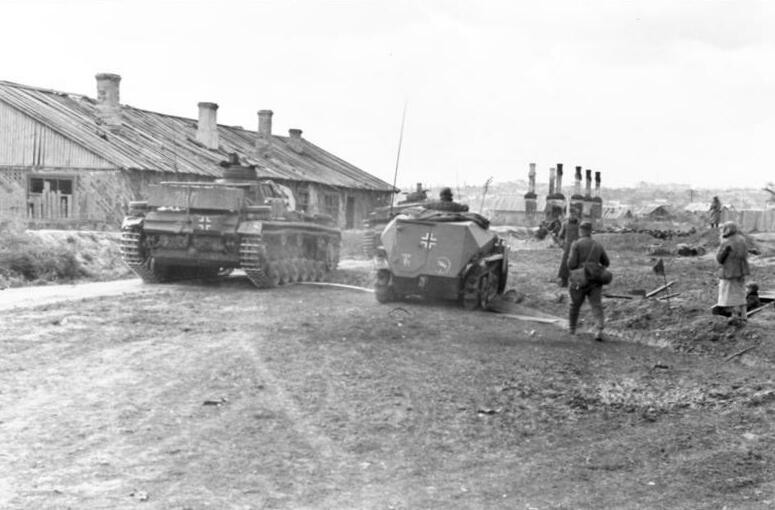
Panzer III und leichter Schützenpanzer (Sd.Kfz 250) der Division, Südrussland, 21. Juni 1942

### Aufstellung
Die 23. Panzer-Division (PD) wurde im September 1941 aus der Hälfte der Panzer-Brigade 101 und Personalabgaben des Feld- und Ersatzheeres in Frankreich aufgestellt. Offiziell als 23. Panzer-Division ab dem 1. Oktober 1941 geführt.
Die Gliederung mit den für den Verband durchgeführten Neuaufstellungen war:
- Divisionsstab (aus Stab / Panzer-Brigade 101)
- Panzer-Regiment 201 (von der Panzer-Brigade 100 kommend und ergänzt mit Personal des Panzer-Regiment 202)
- Schützen-Brigade 23 (aus Personalrahmen Schützen-Ersatz-Bataillon 86 (Ludwigsburg))
  - Schützen-Regiment 126 (aus Personalrahmen der 5. Panzer-Division und aufgefüllt mit Personal der 204., 215., 302., 305., 323., 333. und 336. Infanterie-Division des Wehrkreis III)
  - Schützen-Regiment 128 (aus Personalrahmen der 5. Panzer-Division und Personaleinheiten der Wehrkreise III, IV und V)
  - Kradschützen-Bataillon 23 (Neuaufstellung)
- Artillerie-Regiment (mot.) 128 (aus Stab / Art.Rgt. (mot.) 606, III. Abteilung / Art.Rgt. 335, schw. Art.Abt. (mot.) 847 und schw. Art.Abt. (mot.) 863)
  - Beobachtungs-Batterie 128
- Panzerjäger-Abteilung 128 (Neuaufstellung im WK XIII und VII)
- Panzer-Nachrichten-Abteilung (mot.) 128 (Neuaufstellung im WK XI)
- Pionier-Bataillon (mot.) 51 (aus Heerestruppe)
- Sonstige Versorgungstruppen mit der Nr. 128 (aus Truppenteilen des Ersatzheeres)

Nachdem bis Dezember 1941 die Masse der Ausrüstung und Fahrzeuge eingetroffen waren, erfolgte bis Februar 1942 die Ausbildung als Verband auf örtlichen Truppenübungsplätzen. Bis Ende Dezember wurden die französischen Panzerfahrzeuge der Division gegen deutsche Panzerkampfwagen ausgetauscht.
Im Januar 1942 wurde in Versailles die Panzer-Aufklärungs-Abteilung (mot.) 128 aus Masse Pz.Aufkl.Abt. 8 (Potsdam) und Teilen Kradschützen-Btl. 55 (5.Pz.Div.) in die Division eingegliedert. Die Abteilung war in Rambouillet gebildet worden.

### Verlegung an die Ostfront
Im April 1942 an die Ostfront verlegt und dort der Heeresgruppe Süd unterstellt. Sie wurde im Raum Charkow eingesetzt und hatte bei Lossewo, Petschanoje, Ternowaja und Taranowka ihre erste Feindberührung.

### Angriffsoperation Sommer 1942
Bei Wolnjansk wurde sie für den Fall Blau bereitgestellt, die deutsche Sommeroffensive 1942. Die 23. PD erhielt den Befehl, vom Oskol auf den Don und Woronesch vorzustoßen. Anschließend drehte sie nach Süden ab und erreichte über Rossosch, Tschertkowo und Millerowo den unteren Don bei Mikolajewskaja. Nach dessen Überquerung sollte sie die Flüsse Sal und Manytsch passieren und in Richtung Kaukasus vorstoßen. Über die Stationen Proletarskaja, Baschanta, Ipatowo und Woroschilowsk gelangte sie zur Kuma bei Mikolajewskaja und schließlich zum Terek bei Prochladny und Naltschik-Ordshonikidse, wo sie in heftige Gefechte verwickelt wurde und der Vormarsch endgültig zum Erliegen kam.
Der Divisionskommandeur, Generalmajor Erwin Mack, wurde am 26. August 1942 in der Nähe von Nowo Poltawskoje, zusammen mit drei seiner Stabsoffiziere, durch Direktreffer einer Mörsergranate getötet, als er den Frontabschnitt des Panzergrenadier-Regiments 128 besuchte.

### Entsatzangriff bei Stalingrad
Später war die 23. PD im Dezember 1942 am nicht erfolgreichen Versuch, die eingekesselte 6. Armee in Stalingrad im Unternehmen Wintergewitter zu befreien, beteiligt. Der Entsatzangriff auf Stalingrad wurde von sowjetischen Kräften abgeschlagen.

### Rostow
Anfang 1943 musste sich die 23. PD bei Proletarskaja südöstlich von Rostow zurückziehen. In der Folge wurde sie vor allem im Bereich um den Hauptbahnhof von Rostow in schwere Abwehrkämpfe verwickelt und musste die Stadt gegen die vorrückende Rote Armee aufgeben.

### Mius-Stellung
Die Absetzbewegung verlief auf die Miusstellung bei Alekssejewka und Demidowka, dort wurde sie abgelöst und musste in Makejewka aufgefrischt werden. Der Rückzug führte schrittweise durch die Ukraine von Dnepropetrowsk, Krementschug bis Kriwoi Rog.

### Operation Bagration
Im Sommer 1944 zog sie sich angesichts des erfolgreichen Vormarsches des Roten Armee und der Kesselschlacht am Pruth und bei Jassy zunächst nach Polen und dann zur Margarethen-Stellung in Ungarn zurück.

### Plattensee-Offensive
Dort nahm sie im Rahmen der Plattenseeoffensive am Unternehmen Frühlingserwachen teil und zog sich nach deren Scheitern kämpfend nach Österreich zurück.

### Kapitulation
Bei Kriegsende kapitulierte die Division geschlossen am 8. bis 9. Mai gegenüber britischen Streitkräften im Raum Mauterndorf.

## Kommandeure
| Dienstzeit                             | Dienstgrad               | Name                                  |
| -------------------------------------- | ------------------------ | ------------------------------------- |
| 25. September bis 16. November 1941    | Generalleutnant          | Hans Freiherr von Boineburg-Lengsfeld |
| 16.–22. November 1941                  | Generalmajor             | Heinz-Joachim Werner-Ehrenfeucht      |
| 22. November 1941 bis 20. Juli 1942    | Generalleutnant          | Hans Freiherr von Boineburg-Lengsfeld |
| 20. Juli bis 26. August 1942           | Generalmajor             | Erwin Mack                            |
| 26. August bis 26. Dezember 1942       | Generalleutnant          | Hans Freiherr von Boineburg-Lengsfeld |
| 26. Dezember 1942 bis 25. Oktober 1943 | General der Panzertruppe | Nikolaus von Vormann                  |
| 25. Oktober bis 1. November 1943       | Generalmajor             | Ewald Kräber                          |
| 1.–18. November 1943                   | Generalmajor             | Heinz-Joachim Werner-Ehrenfeucht      |
| 18. November 1943 bis 9. Juni 1944     | Generalmajor             | Ewald Kräber                          |
| 9. Juni 1944 bis 8. Mai 1945           | Generalleutnant          | Josef von Radowitz                    |

## Vergleichende Gliederung
| 1942                                                                  | 1943                                                          |
| --------------------------------------------------------------------- | ------------------------------------------------------------- |
| - Panzer-Regiment 201                                                 | - Panzer-Regiment 23                                          |
| - Schützen-Brigade 23 - Schützen-Regiment 126 - Schützen-Regiment 128 | - Panzergrenadier-Regiment 126 - Panzergrenadier-Regiment 128 |
| - Kradschützen-Bataillon 23                                           |                                                               |
| - Aufklärungs-Abteilung 23                                            | - Panzer-Aufklärungs-Abteilung 23                             |
| - Artillerie-Regiment 128                                             | - Panzer-Artillerie-Regiment 128                              |
| - Panzerjäger-Abteilung 128                                           | - Panzerjäger-Abteilung 128                                   |
|                                                                       | - Heeres-Flak-Artillerie-Abteilung 278                        |
| - Feldersatz-Bataillon 128                                            | - Feldersatz-Bataillon 128                                    |
| - Panzer-Pionier-Bataillon 51                                         | - Panzer-Pionier-Bataillon 51                                 |
| - Nachrichten-Abteilung 128                                           | - Panzer-Nachrichten-Abteilung 128                            |
| - Versorgungstruppen 128                                              | - Panzer-Versorgungstruppen 128                               |

## Bekannte Divisionsangehörige
- Gustav-Albrecht von Sayn-Wittgenstein (* 28. Februar 1907 in Berleburg – 1944 in Russland, erst am 29. November 1969 offiziell für tot erklärt)

Familien-Oberhaupt des ehemals fürstlichen Hauses zu Sayn-Wittgenstein-Berleburg. Er diente bei der 23. PD als Generalstabsoffizier (Ic) im Dienstrang eines Rittmeisters. 1944 wurde er an der Ostfront als vermisst gemeldet und 1969 offiziell für tot erklärt.
- Franz Zejdlik (* 25. Oktober 1906 in Voitsberg, Steiermark; † 8. September 1978 in Krems an der Donau)

Kommandeur des Panzerpionier-Bataillons 51, später Offizier im Österreichischen Bundesheer, zuletzt Militärkommandant von Niederösterreich im Range eines Brigadiers.
- Ernst Rebentisch (* 31. Januar 1920 in Offenbach am Main; † 3. Dezember 2013 in Kronberg im Taunus)

Führte als Major zeitweise das Panzerregiment 23 der 23. Panzer-Division an der Ostfront. 1963 veröffentlichte er im Selbstverlag das Buch Zum Kaukasus und zu den Tauern – Die Geschichte der 23. Panzerdivision (1941–1945). Später war Rebentisch als Generaloberstabsarzt Inspekteur des Sanitätsdienstes der Bundeswehr.